# 이종준 (야구 선수)
이종준(李鐘浚, 2001년 3월 9일 ~ )은 대한민국의 야구 선수로 현재 KBO 리그 LG 트윈스의 투수로 뛰고 있다.

## 경력
2020년 신인 드래프트 2차 9라운드에서 NC 다이노스의 지명을 받고 입단하였다. 2022년 현역으로 군에 입대하였고 2023년 제대하였다. 1군 경기에는 나선적은 없다.
2023년 2차 드래프트를 통해서 LG 트윈스로 이적하였다. 4월 10일 프로 입단 처음으로 1군 엔트리에 들었다.

## 출신 학교
- 군산중앙초등학교
- 군산남중학교
- 군산상일고등학교